# Albert Borgmann
Albert Borgmann (23. November 1937 in Freiburg – 7. Mai 2023 in Missoula) war ein in Deutschland geborener amerikanischer Philosoph der vor allem in der Technikphilosophie tätig war.
Borgmann war Professor für Philosophie an der University of Montana – Missoula. 2013 erhielt Borgmann gemeinsam mit Don Ihde den Golden Eurydice Award für seine Beiträge zur Technikphilosophie.

## Philosophie
Technology and the Character of Contemporary Life: A Philosophical Inquiry (1984) trug zu der sich herausbildenden philosophischen Diskussion um moderne Technologien bei. Angelehnt an Martin Heidegger und dessen Begriff des Gestell führte Borgmann den Begriff des device paradigm (Geräte-Paradigma) ein, um den wesentlichen Charakter moderner Technologie zu beschreiben.
Crossing the Postmodern Divide (1992) ist ein techno-religiöses Buch, das mit den Begriffen Hyperrealität und Hyperaktivität arbeitet. Borgmann erweitert das eigentlich auf Individuen bezogene Konzept der Hyperaktivität auf die gesamte Gesellschaft und definiert es als einen „Zustand der Mobilisierung, in dem die Reichhaltigkeit und Vielfalt sozialer und kultureller Betätigungen suspendiert wurden, um einer höheren, dringenden Sache zu dienen“ („a state of mobilization where the richness and variety of social and cultural pursuits, and the natural pace of daily life, have been suspended to serve a higher, urgent cause“, S. 14).

## Rezeption
In Wir können auch anders. Aufbruch in die Welt von morgen bezieht sich Maja Göpel auf Borgmanns Unterscheidung in Geräte und Dinge.

## Bibliographie

### Bücher
- Philosophy of Language: Historical Foundations and Contemporary Issues. 1977, ISBN 90-247-1589-X.
- Technology and the Character of Contemporary Life: A Philosophical Inquiry. 1984, ISBN 0-226-06629-0.
- Crossing the Postmodern Divide. 1992, ISBN 0-226-06627-4.
- Holding onto Reality: The Nature of Information at the Turn of the Millennium. 1999, ISBN 0-226-06623-1.
- Power Failure: Christianity in the Culture of Technology. 2003, ISBN 1-58743-058-4.
- Real American Ethics: Taking Responsibility for Our Country. University of Chicago Press, 2006, ISBN 0-226-06634-7.

## Weiterführende Lektüre
- Eric Higgs et al.: Technology and the Good Life. University of Chicago Press, 2000, ISBN 0-226-33387-6.
- Techné: Journal of the Society for Philosophy and Technology, Fall 2002. Sonderausgabe zu Holding onto Reality.